# Zsírkő
A zsírkő (névváltozat: talk, talkum, szteatit) a IV. szilikátok ásványosztály réteg- vagy filloszilikátok alosztályába tartozó pirofillit-talk ásványcsoport tagja. Ritkán kristályos, leggyakrabban tömött, lemezes halmazok, csillámszerű megjelenéssel, ezért a csillámszerű filoszilikátok [Si4O10]4- és rokon szerkezetű rétegekkel főcsoportba is sorolják. 

## Megjelenési formái, genetikája

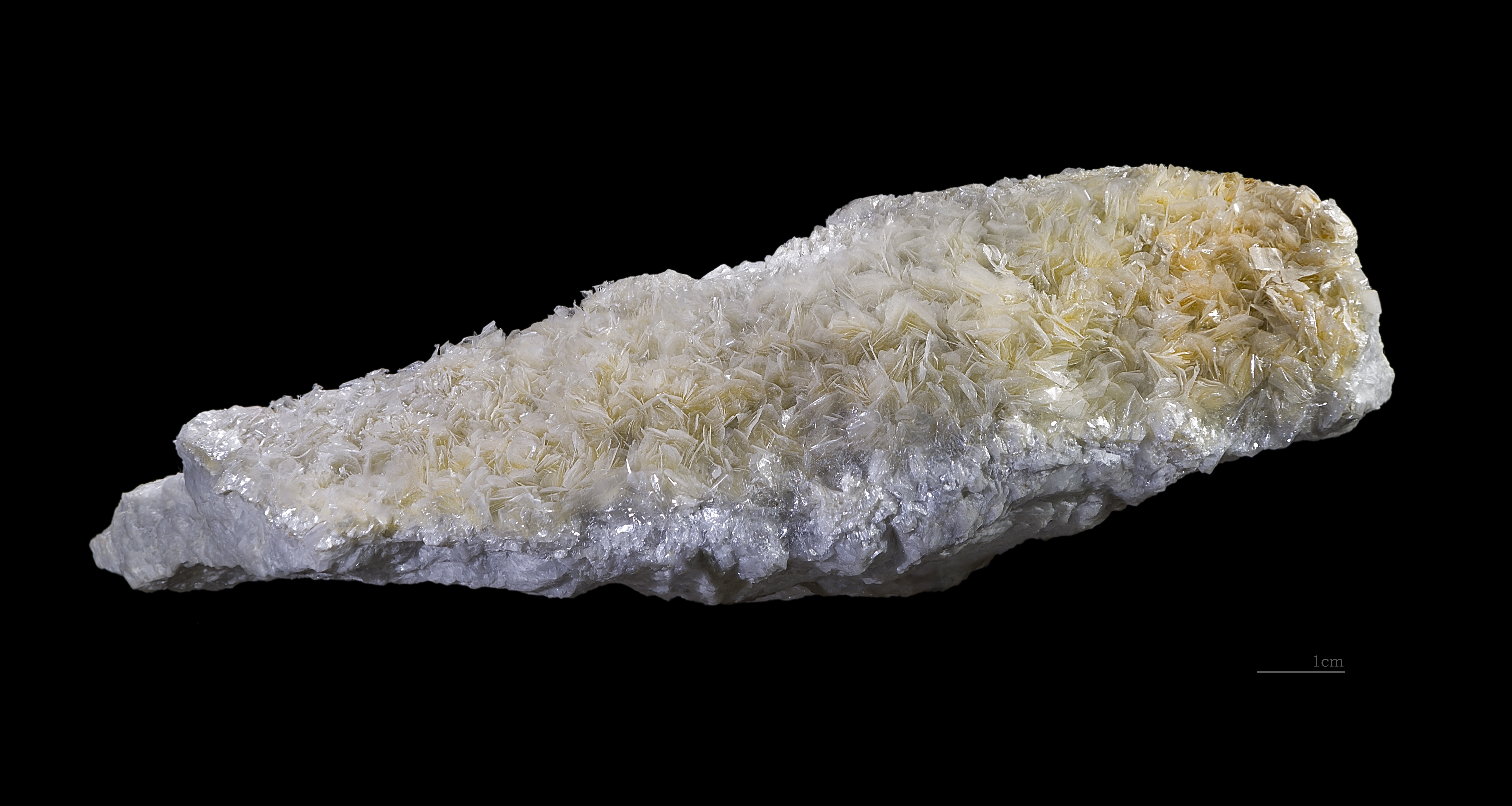
Zsírkő

Leginkább tömött, finompikkelyes halmazokban jelenik meg. MgO-ban gazdag ásványokat (olivint, ensztatitot, aktinolitot) tartalmazó kőzetek metamorfózisa (átalakulása) során képződik, gyakran kőzetalkotó mennyiségű.

## Magyarországi előfordulása
Az Alpok keleti nyúlványán a felsőcsatári Vas-hegyen zöldpala és szerpentinit társaságában csillámpala, kvarcit és fillit környezetében néha 7–8 telepben is előfordul. 1950-ben bányát nyitottak, majd őrlőművet létesítettek a kitermelésre, 1966-ban már 21 000 tonnát termeltek, ami 2000 tonna/év mennyiségre esett vissza. A bánya rendkívül szilikózis-veszélyes.

## Ipari alkalmazásai
Kozmetikai és gyógyszerkészítményekben használják (E553b); szigetelő kerámiákban; textil- és gumigyártásban adalékanyagként; fröccsöntésben granulátum adalékanyagként; festékgyártásban (például szabókréta); növényvédőszerekben vivőanyagként. 
Az élelmiszeriparban csomósodást gátló anyagként, töltőanyagként, valamint egyes bevonatok készítésénél alkalmazzák. Számos élelmiszerben, elsősorban a szárított ételekben fordulhat elő.
Kiválóan hasad, könnyen faragható, így a 20. század végétől nagy mennyiségben készül belőle bazári áru (vallási figurák, állatalakok, nyakláncok, vázák stb.). A tetszetős, színes faragványok ugyanakkor nagyon sérülékenyek.

## Rokon ásványfajok
- csillámok
- kloritfélék
- szerpentinásványok
- agyagásványok